# Lasta Beograd
Lasta Beograd (Serbian: Ласта, Kurzform von: Saobraćajno preduzeće Lasta a.d. Beograd) ist das größte Fernbusunternehmen in Serbien und eins der größten in Südosteuropa.
Das Unternehmen ist Teil des europaweiten Eurolines Netzwerks und bedient ab ihrer Basis nationale und internationale Strecken. Das Logo des größten serbischen Fernbusunternehmens ist in kyrillischer oder lateinischer Schrift vorzufinden.
Während der größten Ferienzeiten in Serbien war Lasta das einzige Busunternehmen, dass Passagiere mit 150 Bussen nach Gazimestan in Kosovo, beförderte. Mit dieser hohen Anzahl Fahrzeugen, wurde das zum größten Lasta-Convoi, der jemals auf den Straßen gesehen wurde.
Lasta Beograd hat in ihrem Besitz 35 % von Panonijabus.

## Netz

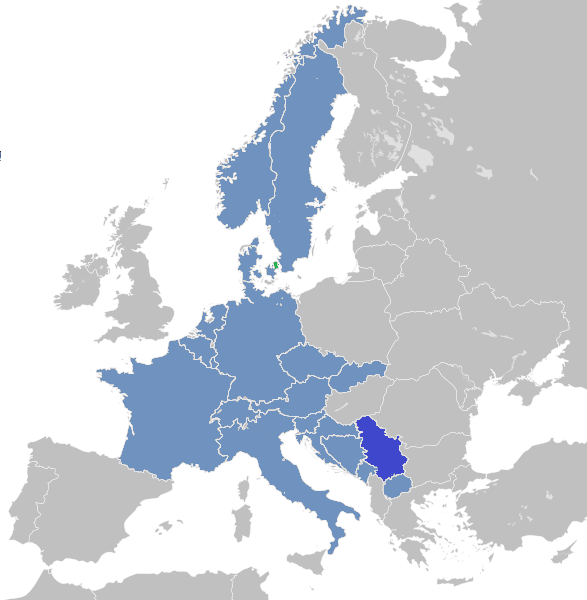
Europäische Ziele

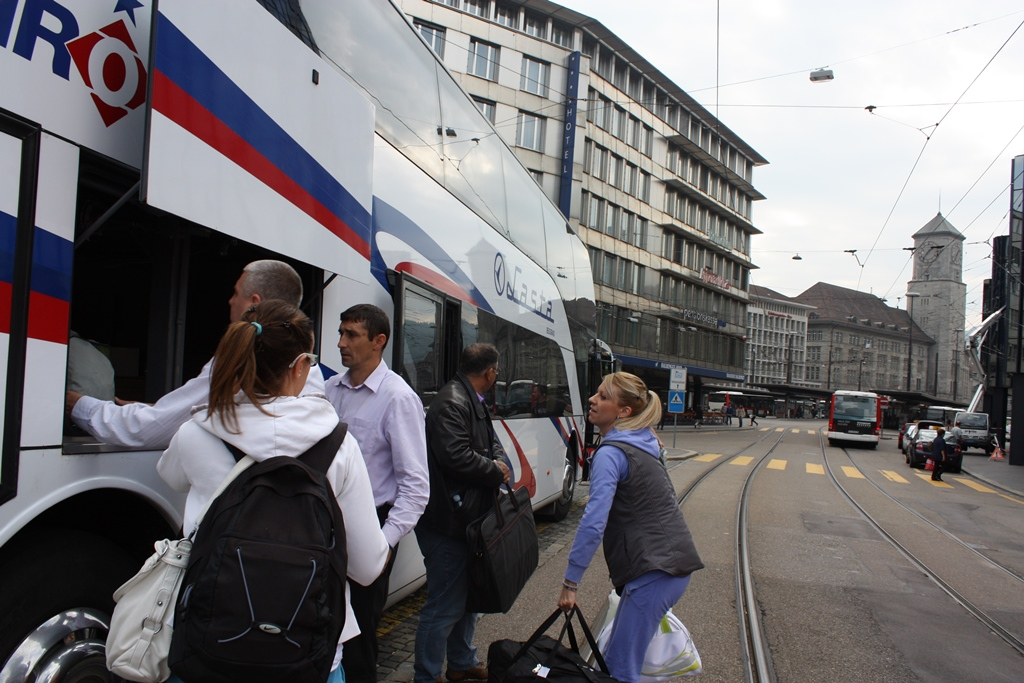
Zwischenstopp in St. Gallen

Lasta bietet öffentliche Linien innerhalb der Stadt Belgrad an sowie Intercity-Strecken zu allen Teilen Serbiens sowie internationale Routen zu Destinationen in Europa. Mit ca. 1.000 Bussen und Reisebussen ist Lasta der Träger des Nahverkehrs in Belgrad, Kragujevac, Aranđelovac usw.
Im Nahverkehr von Belgrad beteiligt sich Lasta mit etwa 300 Bussen am öffentlichen Straßenverkehr.
Zu ihren Zielen gehören mehr als 70 Destinationen in 18 europäischen Ländern. Diese sind unter anderem in Norwegen, Schweden, Dänemark, Deutschland, Holland, Belgien, Luxemburg, Frankreich, Schweiz, Italien, Österreich, Tschechien, Slowakei, Slowenien, Kroatien, Bosnien und Herzegowina, Montenegro und Mazedonien.
Zu den wichtigsten internationalen Verbindungen gehören Belgrad-Paris, Paris-Belgrad oder Belgrad-Zürich, Zürich-Belgrad. Die Verbindung nach Frankreich ist seit über 40 Jahren ununterbrochen in Funktion und wird regelmäßig bedient.
Die Verbindung zur Schweiz (Zürich und St. Gallen) ist seit 1984 in Betrieb und wird 2-mal wöchentlich bedient: dienstags und samstags aus Belgrad bzw. dienstags und freitags aus Zürich. Sie verläuft nach einem Zwischenstopp in St. Gallen (nur Einstieg auf der Hinfahrt infolge Kapotageverbot) weiter über Deutschland, Österreich und Ungarn nach Serbien. 2014 wurde das 30-jährige Jubiläum dieser wichtigen und historischen Strecke gefeiert.
Je nach Fahrschein können Passagiere in Subotica, Novi Sad oder Belgrad aussteigen. Fahrgäste, die einen Fahrschein bis Bajina Basta besitzen, werden aufgrund der kleinen Nachfrage gebeten in einen kleineren Autobus umzusteigen, der sie bis zum Ziel befördert.
Die gefahrenen Gesamtkilometer belaufen sich jährlich auf rund 11,4 Mio. (11'367'660 Kilometer).

## Flotte
Die Flotte besteht aus ca. 1000 Fahrzeugen und enthält folgende Fahrzeugtypen:

### Fernbusse
- Axial 70–12.90
- Ayats Bravo 1
- Lions Top Coach
- Axial 70–12.90 LUX
- Futura FHD2 129.410

### Touristische Busse
- Mercedes-Benz O560 Intouro RH
- Otokar Navigo F 185S
- SOR LH 12
- TEMSA Opalin
- TEMSA Tourmalin
- VDL Berkhof Axial 50
- VDL Berkhof Excellence 3000 HD

### Überlandbusse
- VDL Berkhof Bova Lexio 130–310
- Ikarbus IK–312

### Regionalbusse
- SOR C–12
- FAP A–537
- Karsan J10
- Mercedes-Benz UO345 Conecto

### Städtische Busse
- Ikarbus IK–103
- Ikarbus IK–206
- Ikarbus IK–218N / Lastra
- Ikarbus IK–112LE / Lastra
- Neobus Citta SLF
- Neobus Citta LEA